# Bauhaustreppe
Bauhaustreppe ist der Titel eines Gemäldes von Oskar Schlemmer aus dem Jahr 1932. Es entstand als Protest gegen die von der nationalsozialistischen Mehrheit im Dessauer Gemeinderat verfügte Schließung des Bauhauses zum 30. September 1932. Das Bild ist Schlemmers malerisches Hauptwerk und gehört zur Epoche der Klassischen Moderne. Im Jahr 1933 kauften es Philip Johnson und Alfred Barr für die Sammlung des New Yorker Museums of Modern Art. Zuvor musste der Künstler miterleben, wie einige seiner Wandgemälde 1930 auf Betreiben von Paul Schultze-Naumburg übermalt oder die figürlichen Fresken an den Wänden des Werkstattgebäudes des Bauhauses in Weimar als „entartete Kunst“ abgeschlagen wurden.

## Beschreibung und Hintergrund

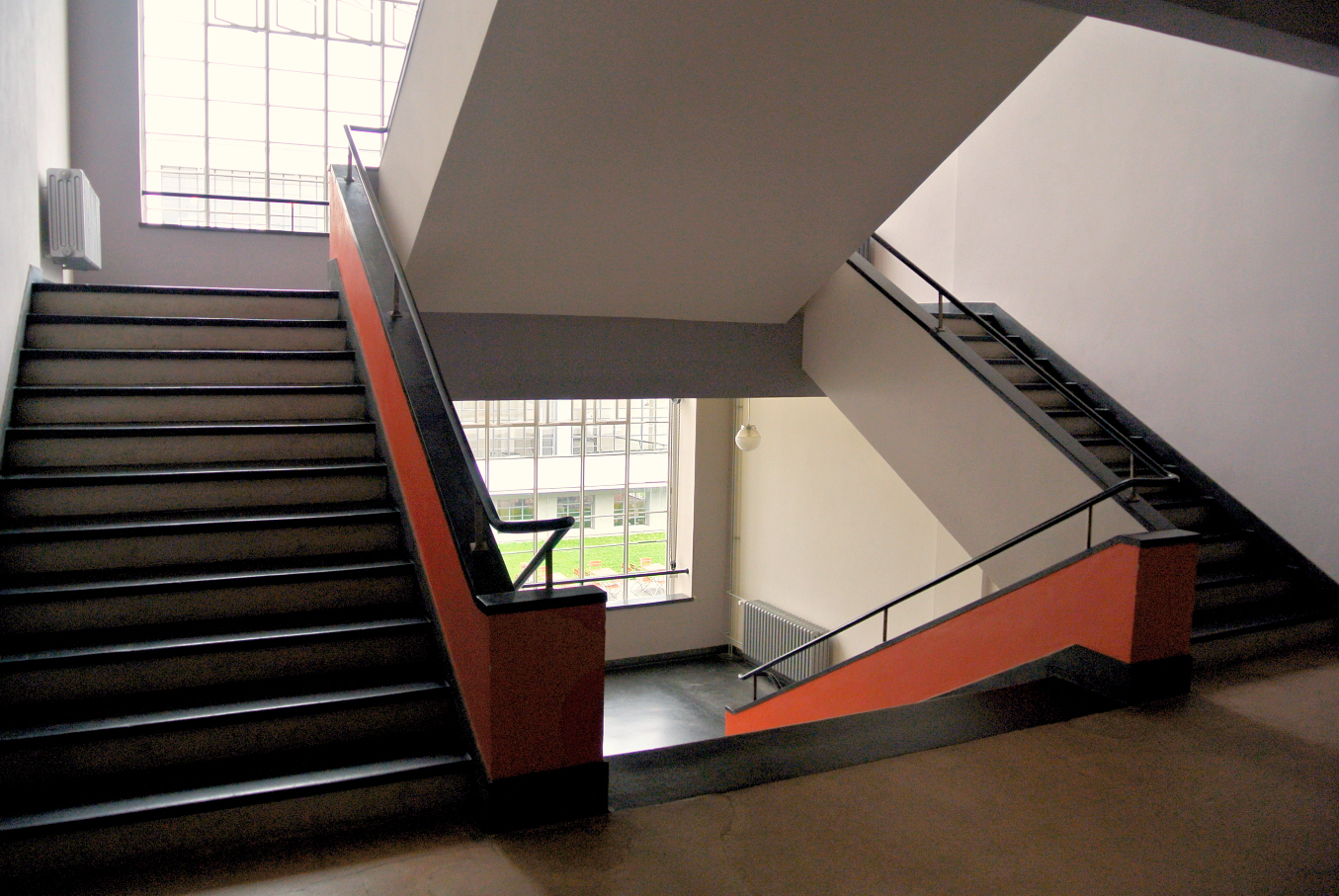
Treppenanlage im Dessauer Bauhaus

Das Bild zeigt mehrere stilisiert geometrisch modellierte Personen, die eine Treppenanlage hinaufsteigen, zwei Personen, eine in voller Größe, von der anderen ist nur der linke Arm auf dem Geländer zu sehen, steigen herab. Im Zentrum des Bildes befinden sich drei Rückenfiguren, die mittlere mit leuchtend roter taillierter Jacke. Im Vordergrund, angeschnitten, an beiden Seiten sind zwei Figuren, die ins Bild treten, im Profil dargestellt. Die Figuren im Hintergrund weiter oben auf der Treppe sind verkleinert, sodass sich ein Bewegungsfluss aufwärts ergibt. Insgesamt streben sechs dieser Kunstfiguren aufwärts, sie sind dominant, zwei hingegen streben abwärts, wobei die linke Figur am Fenster, offenbar ein junger Mann, auf dem Treppenabsatz schwebend erscheint und mit der rechten Fußspitze tänzelt. Die Kunsthistorikerin Karin von Maur erkennt in diesem erscheinungshaften jungen Mann ein Bildelement Schlemmers, das öfter in seinen Interieurs auftaucht, eine Anspielung auf Schlemmers Aktivitäten zum Thema Bauhaus-Tanz. Zu den insgesamt acht sichtbaren Kunstfiguren des Bildes erscheint im Hintergrund oben rechts hinter dem Raster eines Treppenhausfensters das Gesicht einer weiteren Person im Profil, zu der die zentrale Figur mit der roten Jacke Blickkontakt aufnimmt. So wird der Treppenraum nach außen erweitert und der Innenraum zur „imaginären Fortsetzung des Realraumes“. Karin von Maur schreibt: „Die klar gegliederte, dreifache Tiefenerkundung von der Realität (Betrachterraum) über die Fiktion (Bildraum) zur Transzendenz (unbestimmtes Dahinter, heller Freiraum, der die Neugier weckt) prägt vor allem Schlemmers Malerei der Bauhaus-Zeit.“ Diese Treppenanlage im Dessauer Bauhaus kann als Hommage an den Architekten Walter Gropius aufgefasst werden. Wie die Architektur des Gebäudes vermittelt auch Schlemmers Bild die moderne Lichtführung der klaren Architektur mittels der typischen bandartigen Fensterstreifen in einer klaren Komposition. Hier ist die Bauhausidee in einem Bild verdichtet.
Oskar Schlemmer war zwar seit Juni 1929 nicht mehr am Bauhaus in Dessau tätig, er blieb ihm aber verbunden. Oskar Moll berief ihn als Dozent an die Staatliche Akademie für Kunst und Kunstgewerbe Breslau, die aber 1932 aufgrund einer Finanzkrise geschlossen wurde. Die Nachricht von der bevorstehenden Schließung des Bauhauses erreichte Schlemmer am 28. Juli 1932. Stark erschüttert legte er auf seine Weise Protest ein und beschloss zur Untermauerung dieses Bild zu malen. Allerdings war das Motiv einer Treppenanlage bereits früher in seinem Werk vorhanden. Neu war hingegen der konkrete ortsbezogene Titel Bauhaustreppe, denn Schlemmer wählte sonst immer möglichst neutrale Formulierungen für seine Werke. Inspiration für das Treppenmotiv war vermutlich eine Fotografie von Theodore Lux Feininger von 1927, die die Studentinnen der Weberei im Dessauer Treppenhaus zeigt. Auf dem Foto sind bereits die angewinkelten Arme, die bei Schlemmer oft erscheinen, ansatzweise zu erkennen. Wulf Herzogenrath schreibt das Foto allerdings Schlemmer zu. Darüber hinaus existiert eine Bleistiftzeichnung von ihm aus dem Jahr 1928, die bereits die zentrale Figuren-Dreiergruppe des Gemäldes skizziert, sowie ein detailliertes Aquarell von 1931 in hellen Farben.

## Bedeutung und Interpretation
In dem Bild Bauhaustreppe als „Verdichtung der Idee des Bauhauses“ (Karin von Maur) hat Oskar Schlemmer dem real existierenden modernen Bau in Dessau eine idealisierte künstlerische Wirklichkeit entgegengesetzt. Alles steht in einem „Zusammenklang“, der als Symbol des jugendlichen Aufstrebens gesehen werden kann. Der Weg soll in eine „lichtere Zukunft“ führen. Es ist die Utopie der Fortdauer der Bauhausidee über die Finsternis des aufkommenden Nationalsozialismus, die der Künstler in seinem Bild verewigt. In der Krisenzeit des kulturellen Zerfalls in politischer und ökonomischer Hinsicht und die Angst vor dem Chaos führten zu seinem Motiv der Treppe, das er in vielen seiner Arbeiten jener Zeit skizzierte, zeichnete und malte. Die Bauhaustreppe mit ihrem Geländer ist also als Symbol für Stütze und Halt in schwerer Zeit aufzufassen. Schlemmers künstlerische Theorien über „Maß und Gesetz“, „Freiheit im Gesetz“ und den „Strom des Unbewussten“, der als Gefühl zu einer „freien ungebundenen Schöpfung ohne Zuhilfenahme von Maß und Messung führt und das Bild bis zur letzten Form verdichten kann,“ kommen in diesem Gemälde besonders gut zur Geltung.

## Ausstellung
Das Bild wurde in Deutschland nur in Berlin bei Paul Cassirer und Alfred Flechtheim in einer Ausstellung mit dem Titel Lebendige Deutsche Kunst gezeigt. Im Württembergischen Kunstverein Stuttgart wurde am 1. September 1932 eine Retrospektive mit Werken von Oskar Schlemmer eröffnet. Am 12. März 1933 wurde sie auf Druck der Nationalsozialisten bereits wieder geschlossen und war für die Öffentlichkeit nicht mehr zugänglich. Der Kunsthistoriker Alfred Barr kam Anfang April 1933 nach Stuttgart und konnte die nur für Bekannte und ernsthafte Interessenten nach Voranmeldung geöffnete Ausstellung noch besuchen. Er war auf der Suche nach Werken für das damals gerade in New York gegründete Museum of Modern Art. In einer Notiz schrieb er: „Stuttgart. Schlemmer-Ausstellung geschlossen – ich verpasste die Eröffnung, konnte aber später mit einer Sondergenehmigung für Fremde hinein. Ich war so wütend, dass ich Philip Johnson telegrafierte, er solle die wichtigsten Bilder der Ausstellung kaufen, nur um diese Hurensöhne zu ärgern.“ Der amerikanische Architekt Philip Johnson zahlte Schlemmer zwar nicht den erhofften Preis für sein „vielleicht bestes Bild“ (Schlemmer), aber der Künstler war glücklich, dass ein würdiges Museum das Bild erhalten sollte.
Das Gemälde wurde nach dem Zweiten Weltkrieg in Europa zuerst 1955 in der documenta 1 gezeigt und trug nach Ansicht der Kunsthistorikerin Gerda Breuer dazu bei, den verfemten Künstler Oskar Schlemmer in Deutschland zu rehabilitieren. Vom 21. Oktober 2014 bis 19. April 2015 war die Bauhaustreppe in der Ausstellung Visionen einer neuen Welt in der Staatsgalerie Stuttgart zu sehen.
- Am 15. April 1975 gab die Deutsche Bundespost eine Briefmarke zu 50 Pfennig mit dem Motiv der Bauhaustreppe heraus. Die Ausgabe erfolgte als Europamarke zum Thema Gemälde.
- Am 14. März 2019 gab die Deutsche Bundesbank eine Gedenkmünze zu 20 Euro heraus, die auf der Bildseite neben dem Motiv der Bauhaustreppe auch Bauhaus-Architektur (in Weimar, Dessau, und Berlin) und -Design zeigt.